# Gräskrassing
Gräskrassing (Lepidium graminifolium) är en korsblommig växtart som beskrevs av Carl von Linné. Enligt Catalogue of Life ingår Gräskrassing i släktet krassingar och familjen korsblommiga växter, men enligt Dyntaxa är tillhörigheten istället släktet krassingar och familjen korsblommiga växter. Arten förekommer tillfälligt i Sverige, men reproducerar sig inte. Inga underarter finns listade i Catalogue of Life.

## Bildgalleri

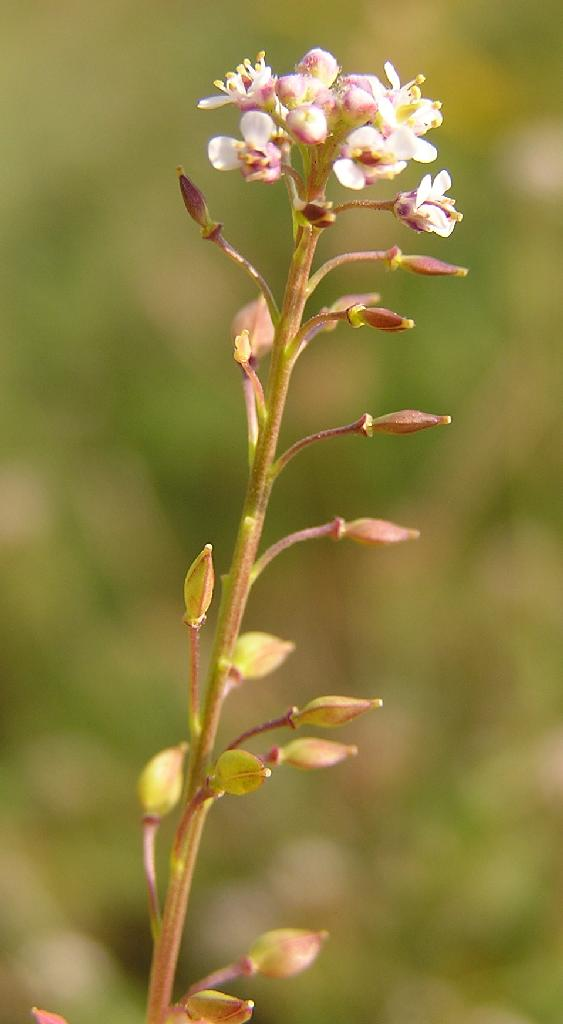
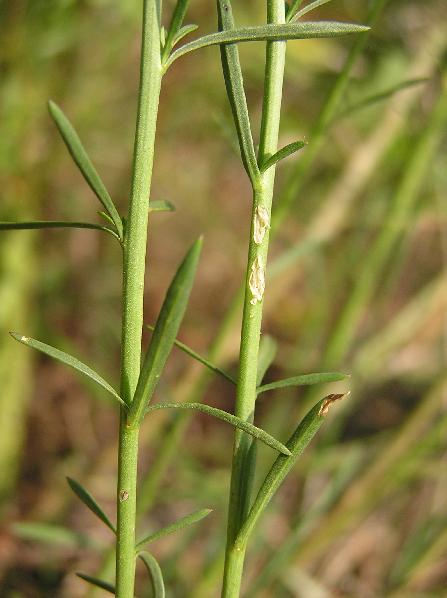
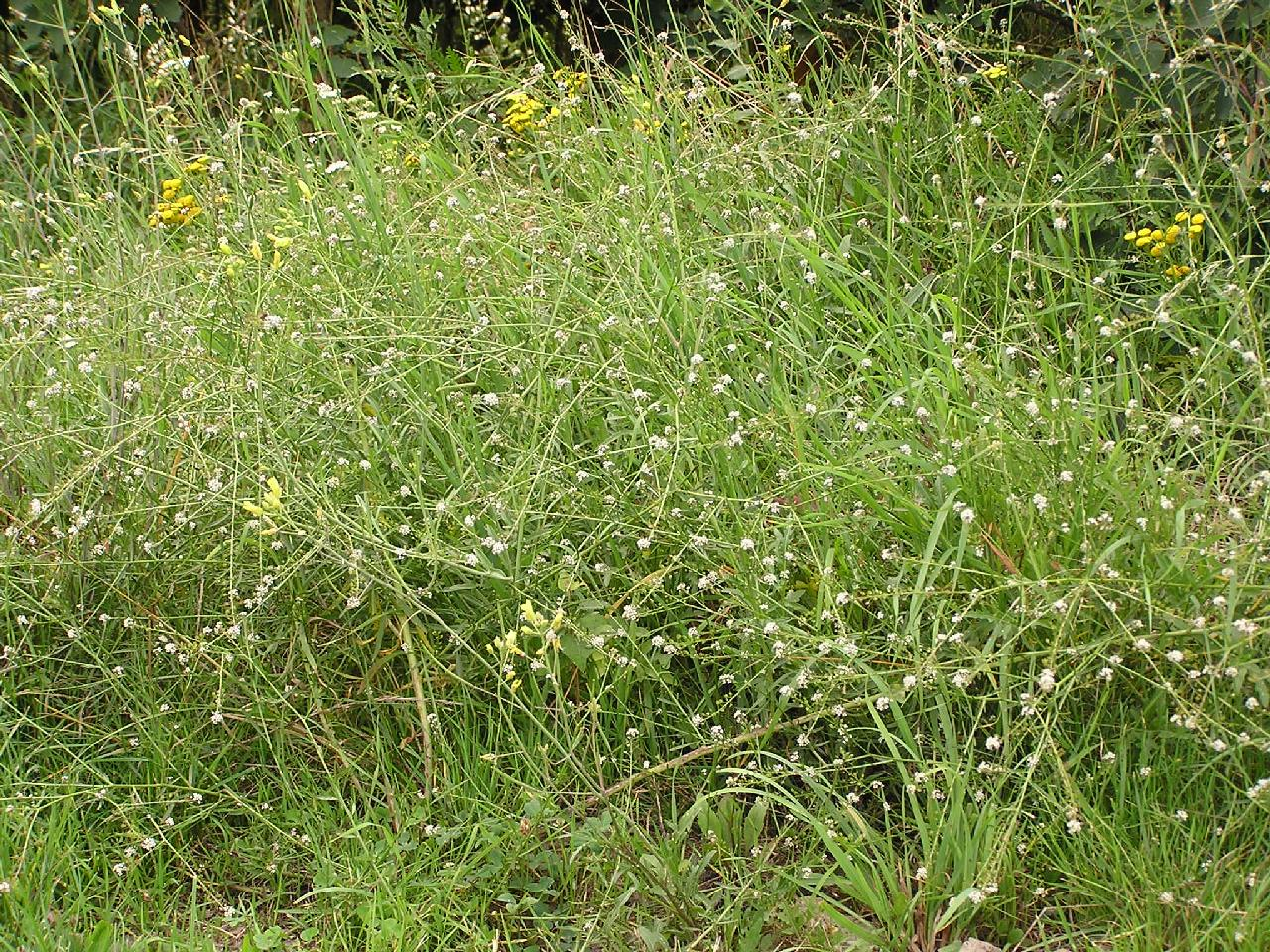
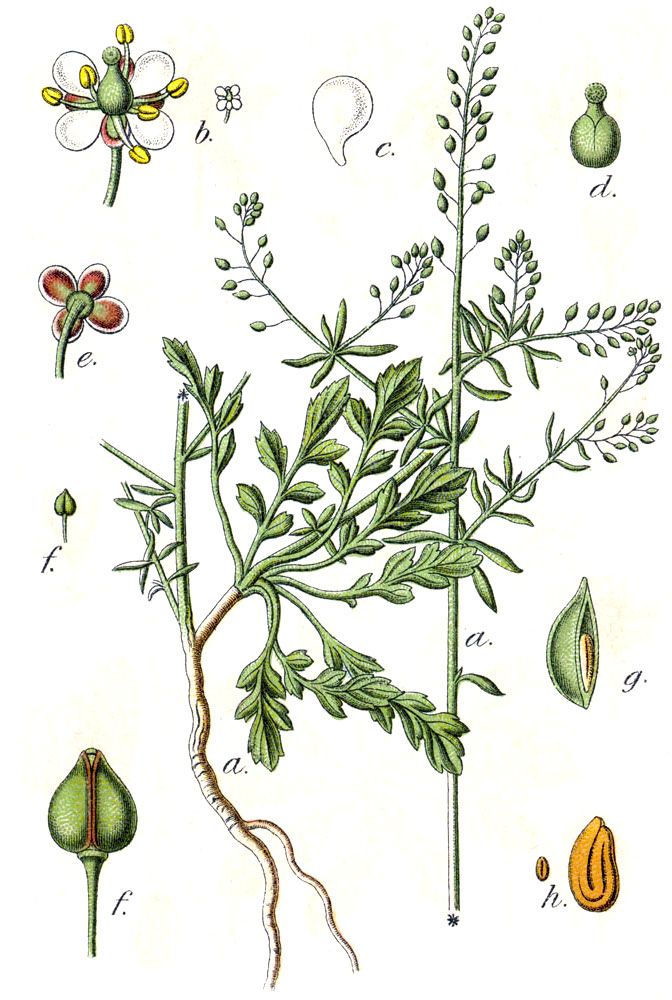
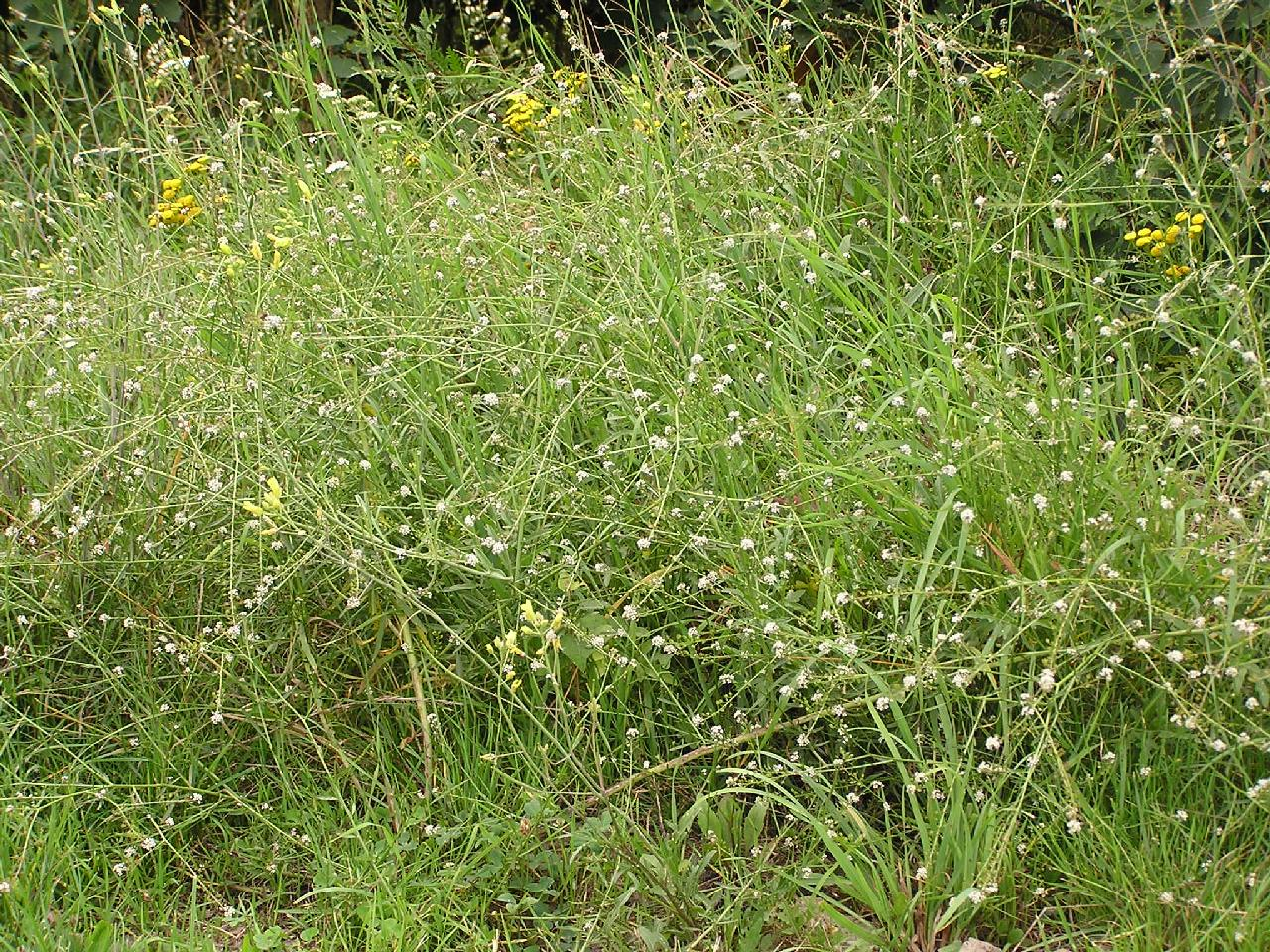
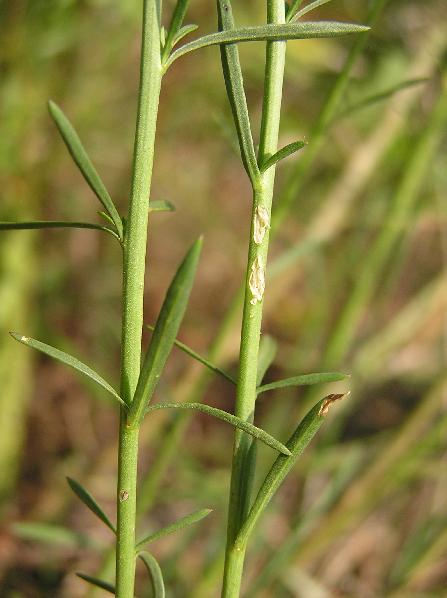